# Jak Bushati
Don Jak Bushati (* 8. August 1890 in Shkodra; † 12. September 1949 in Lezha) war ein römisch-katholischer Priester, der im atheistischen Albanien des Enver-Hoxha-Regimes um seines Glaubens willen verhaftet wurde und unter der Folter starb. Er gehört zu den Achtunddreißig Märtyrern von Albanien.

## Leben
Über seine Geburt am 8. August 1890 gibt die noch erhaltene Taufurkunde Auskunft, in welcher Pfarrer Dr. Agostino Barbullushi erklärt, das Kind der Eheleute Kola und Tone, Giaccomo (mit albanischem Namen Jak), welches am Vortrag geboren worden sei, getauft zu haben. Trotzdem gibt es bei P. Donat Kurti, der später die Daten des geistlichen Weges von Jak Bushati festhielt, auch den Vermerk, er sei am 20. Juli 1890 geboren. Jak Bushati galt als gutes, den Eltern sehr verbundenes Kind. Ermuntert durch das Vorbild seines Bruders Filip wollte er die höhere Schule besuchen. Er studierte in Triest und kehrte später an das Päpstliche Seminar in Shkodra zurück.
Am 25. August 1905 wurde er bei den Franziskanern eingekleidet. Seine erste Profess legte er am 4. September 1906 ab. Er galt als aufmerksamer Student, der wenig Worte machte. Am 30. Mai 1915 feierte er seine Primiz. Dann diente er für 26 Jahre als Priester in der Gebirgsregion Mirdita. Bald wurde er in einem besonders armen Bezirk eingesetzt, er ließ sich auf die Menschen dort ganz ein und passte seine Worte und Predigten der neuen Umgebung an. Der bescheidene Priester genoss hohes Ansehen bei den Gläubigen und konnte erfolgreich bei Blutracheversuchen einschreiten und Tötungen verhindern.
Im Jahr 1946 wurde er nach Kallmet in der Zadrima versetzt, ein Ort, der ein leichteres Leben zu verheißen schien. Bald, im April 1949, folgte jedoch seine Verhaftung unter dem Vorwurf, es habe sich in seiner Diözese eine regierungskritische Gruppe gebildet. Ein Mithäftling berichtete dem Priester P. Aleks Baçli, dass Jak Bushati mehrmals täglich verhört und dann blutend und bewusstlos in die Zelle zurückgebracht wurde. Jak Bushati wurde aufgefordert, seinen christlichen Glauben zu verleugnen und Angaben zur vermeintlichen Revolte seiner Glaubensbrüder zu machen. Als er bei seiner Weigerung blieb und kein Zugeständnis machte, wurde er gemäß den Aussagen von Zeitzeugen schwer gefoltert: Er wurde für mehrere Tage an einen Baum gehängt und mit im Feuer erhitzten Eisenstangen gequält, kleine Holzstücke wurden ihm unter die Fingernägel geschoben, mit einer Peitsche wurde er blutig geschlagen. Er starb im Gefängnis an den Folgen der schweren Folter, noch bevor ein Gerichtsverfahren gegen ihn geführt werden konnte.

## Erinnerungen
Ein Neffe, Nard Bushati, erinnert sich, dass die Familie am 12. August 1949 die Nachricht erhielt, dass Jak Bushati gestorben sei. Sie wurden aufgefordert, die Leiche abzuholen, und erhielten den Befehl, den Sarg nicht zu öffnen. Der Sarg erschien ihnen viel zu leicht für die Leiche, und sie stellten fest, dass sein Körper unter der Folter zerfetzt worden war. Der Neffe erinnert sich auch, dass Jak Bushati für die Gläubigen ein überzeugter, demütiger und „unsterblicher“ Priester war.
Bischof Frano Illia erinnert sich, dass er des Widerstandes angeklagt war, denn wie alle Priester sei er entschiedener Antikommunist gewesen. Von einem damaligen Diakon hat Bischof Illia gehört, dass die Leiche so entstellt gewesen sei, dass die Menschen darin nicht Jak Bushati erkennen konnten.
In Albanien sind diese Worte Bushatis überliefert: „Der Rosenkranz ist die stärkste Waffe in der Hand des Menschen.“

## Seligsprechung
Die Seligsprechung von Jak Bushati und 37 weiteren Märtyrern, darunter der mit ihm zusammen zum Priester geweihte Lazër Shantoja, erfolgte am 5. November 2016 in Shkodra. Der Präfekt der Kongregation für die Selig- und Heiligsprechungsverfahren, Kardinal Angelo Amato, leitete im Auftrag von Papst Franziskus die Feierlichkeiten.